# Niwa (województwo opolskie)
Niwa (niem. Johannshof) – osada leśna w Polsce, położona w województwie opolskim, w powiecie opolskim, w gminie Łubniany.
W latach 1975–1998 miejscowość należała administracyjnie do województwa opolskiego.
W miejscowości znajdują się m.in.: ujęcie wody pitnej, gospodarstwo agroturystyczne/klub jeździecki (15 miejsc noclegowych) i dawna ferma.
Miejscowość jest położona na Równinie Opolskiej, na Obszarze Chronionego Krajobrazu „Lasy Stobrawsko-Turawskie”, w pobliżu Stobrawskiego Parku Krajobrazowego, Borów Turawskich i Jeziora Turawskiego. Najbliższe miasta to: Kluczbork, Olesno, Dobrodzień, Kolonowskie, Ozimek, Opole i Wołczyn.

## Historia
W 1794 r. miejscowość była folwarkiem, związanym z Bierdzanami, i była częścią majątku w Turawie, należącego do hrabiny Anny Barbary von Gaschin. Zgodnie z testamentem hrabiny, jej majątek miał zostać przekazany najstarszemu z jej braci, Andrzejowi von Garnier, względnie w przypadku jego śmierci, jego synowi, Franciszkowi Ksaweremu. To właśnie Franciszek von Garnier został pierwszym ordynatem majoratu turawskiego po śmierci hrabiny (11 lutego 1804 r.). Około 1865 r. miejscowość należała administracyjnie do parafii rzymskokatolickiej w Bierdzanach.

## Ujęcie wody pitnej
Na terenie miejscowości znajdują się zatwierdzone decyzją Wojewody Opolskiego (nr OS-V-7520-6/45/93) z 27 września 1993 r. zasoby wody pitnej kategorii „B”, w dolnej warstwie czwartorzędowego piętra wodonośnego, umożliwiające pobór wielkości 68,0 m³/h przy depresji (s) wynoszącej od 7,0 do 8,0 m. Z tego powodu, w trakcie budowy wodociągu w gminie Łubniany (lata 1993–1998), zlokalizowano w Niwie automatyczną stację wodociągową (Kobylno-Niwa); stacja składa się z 3 studni wierconych (w tym studnia nr 1 jest awaryjna), 2 zbiorników wyrównawczych wody czystej (o pojemności wynoszącej 150 m³), chloratora do awaryjnej dezynfekcji wody i pompowni sieciowej. Stacja dostarcza wodę 65%-om mieszkańców gminy (6100 osób), których gospodarstwa są podłączone do tzw. wodociągu grupowego „Północ”, zasilającego miejscowości: Niwa, Kobylno, Grabie, Jełowa, Jeżów-Ług, Dąbrówka Łubniańska, Kosowiec, Łubniany, Brynica, Surowina i Masów. Jest to ujęcie podziemne, którego administratorem jest Urząd Gminy Łubniany, a użytkownikiem są Łubniańskie Wodociągi i Kanalizacja Sp. z o.o. Wydajność ujęcia wynosi 1465 m³/d. Woda z ujęcia jest uzdatniana do użytku spożywczego i socjalno-bytowego przez doraźne chlorowanie.
Pozwolenie wodnoprawne na pobór wód podziemnych zostało udzielone decyzją Wojewody Opolskiego (nr OŚ.III-6210/253/93/94) z 12 stycznia 1994 r. i obowiązywało do 31 grudnia 2010 r. 24 listopada 1999 r. Wojewoda Opolski wydał pozwolenie wodnoprawne (nr OS.III–6210/302/95) na eksploatację urządzeń do poboru wody; pozwolenie to obowiązuje do 31 grudnia 2012 r. i określa limity poboru wody w wielkości: pobór maksymalny godzinowy – 66,0 m³/h, pobór maksymalny dobowy – 1465,0 m³/d, pobór średniodobowy – 1123,0 m³/d. W 2009 r. limity te przedstawiały się następująco: pobór średniodobowy – 824,0 m³/d, pobór maksymalny godzinowy – 103,0 m³/h, pobór maksymalny dobowy – 2472,0 m³/d. 20 października 2010 r. wszczęto postępowanie na wniosek Wójta Gminy Łubniany, w sprawie udzielenia pozwolenia wodnoprawnego na pobór wód podziemnych w wielkości: pobór maksymalny godzinowy – 68,0 m³/h, pobór średniodobowy – 957,8 m³/d oraz na wykonanie awaryjnej studni nr 4.

### Roczny pobór wody
| Rok                      | 2001 | 2002 | 2003 | 2009 |
| Roczny pobór wody [dam³] | 199  | 202  | 206  | 271  |

(Źródła:.)

## Komunikacja
Przez miejscowość przechodzi 1 droga powiatowa nr 1743 (ulica Wiejska), łącząca drogę krajową nr 45 (od strony Kobylna) z drogą wojewódzką nr 463. Najbliższe drogi rangi krajowej i wojewódzkiej to: 45 (ok. 4 km) oraz 461 (ok. 6 km), 463 (ok. 3 km) i 494 (ok. 5 km).
Najbliższe stacje kolejowe to: Jełowa (ok. 7 km) i Kały (ok. 7 km), znajdujące się przy linii kolejowej łączącej Opole z Kluczborkiem, po której kursują pociągi Przewozów Regionalnych Sp. z o.o., relacji Opole-Namysłów, Nysa-Kluczbork i Opole-Kluczbork. Najbliższe węzły kolejowe to: Jełowa (węzeł z nieczynnym odgałęzieniem w kierunku Namysłowa przez Pokój), Opole Główne (ok. 24 km), Kluczbork (ok. 24 km) i Kolonowskie (ok. 31 km).
Najbliższe przystanki autobusowe znajdują się w miejscowościach: Grabie (G), Bierdzany (B) i Ligota Turawska (LT). Zatrzymują się przy nich autobusy: PKS-u Częstochowa w Częstochowie SA, PKS-u w Kluczborku Sp. z o.o., PKS-u w Lublińcu Sp. z o.o., Opolskiego PKS-u SA i PKS-u Wieluń Sp. z o.o., kursujące na trasach: Opole-Bierdzany (G), Opole-Byczyna (B), Opole-Jaworzno (G, B), Opole-Kluczbork (G, B), Opole-Łódź (B), Opole-Olesno (G, B), Opole-Pajęczno (G, B), Opole-Praszka (G, B), Opole-Uszyce (G, B), Opole-Wieluń (G, B), Opole-Zębowice (LT), Kluczbork-Dylaki (B, LT) oraz autobusy do Zakrzowa Turawskiego (LT).